# Strofa mickiewiczowska
Strofa mickiewiczowska – strofa czterowersowa złożona z czternastozgłoskowych wersów anapestycznych (czterostopowych hiperkatalektycznych w średniówce i klauzuli) i dziesięciozgłoskowych (hiperkatalektycznych w klauzuli). W kanonicznej postaci omawianej strofy w dłuższych wersach występują rymy wewnętrzno-zewnętrzne, a wersy krótsze rymują się ze sobą. Schemat strofy jest więc następujący:
14(7a+7a)/10b/14(7c+7c)/10b.
ssSssSs||ssSssSs
ssSssSssSs
ssSssSs||ssSssSs
ssSssSssSs
Adam Mickiewicz zastosował omawianą strofę w balladach Czaty i Trzech Budrysów. W przekładach poezji angielskiej używał jej Stanisław Barańczak.
Z ogrodowej altany wojewoda zdyszany
Bieży w zamek z wściekłością i trwogą.
Odchyliwszy zasłony, spojrzał w łoże swej żony
Pójrzał, zadrżał, nie znalazł nikogo.
Strofa mickiewiczowska może być zapisywana jako sześciowiersz 7a/7a/10b/7c/7c/10b. W tym układzie użył jej Cyprian Kamil Norwid w wierszu Moja piosnka:
Źle, źle zawsze i wszędzie
Ta nić czarna się przędzie:
Ona za mną, przede mną i przy mnie,
Ona w każdym oddechu,
Ona w każdym uśmiechu,
Ona we łzie, w modlitwie i w hymnie...
Możliwy jest też wariant z rymami męskimi. Takiej strofy użyła Maria Bechczyc-Rudnicka w przekładzie wiersza Edgara Allana Poego Eldorado.
ssSssS
ssSssS
ssSssSssSs
ssSssS
ssSssS
ssSssSssSs
O strofie mickiewiczowskiej pisała przed wojną H. Felczakówna.
Strofa mickiewiczowska uważana jest za naśladownictwo albo tonicznej angielskiej strofy balladowej, albo sylabotonicznej strofy rosyjskiej.